# Sjöofficer
Sjöofficer kallas en officer vid eller i marinen, egentligen de i första hand som tjänstgör vid fartygsförbanden (Flottan). Benämningen har använts sedan 1674.